# The End (chanson des Beatles)
Pour les articles homonymes, voir The End.
Pistes de Abbey Road
Carry That Weight Her Majesty
The End est une chanson des Beatles parue sur l’album Abbey Road, le 26 septembre 1969 en Grande-Bretagne et le 1er octobre aux États-Unis. Composée par Paul McCartney, mais tout de même créditée Lennon/McCartney,, elle constitue le huitième et dernier titre du fameux medley à la fin de l’album. Si on ne considère pas Her Majesty, qui est à l’origine une chanson cachée, The End se trouve à être, tel que son nom l’indique, le dernier titre du dernier album enregistré par les Beatles. C'est également la dernière chanson qu'ils enregistrent au complet dans les studios Abbey Road le 18 août 1969.

## Enregistrement
L’enregistrement de The End, et donc du medley en général, commence le 23 juillet 1969. La chanson, qui s’appelle alors Ending, dure près de deux minutes. La première piste de voix est enregistrée le 5 août. D’autres pistes de voix ainsi que les guitares sont enregistrées le 7 août. Le 8 août, Paul ajoute la basse, la même journée que la prise de photos pour la pochette de l’album sur la rue Abbey Road. Les overdubs de l’orchestre que l’on entend à la fin sont enregistrés le 15 août, et le piano à la fin de la chanson ainsi que d’autres voix d’accompagnement, le 18 août. Ce jour est le dernier où les Beatles enregistrent tous les quatre au complet.
The End devait normalement être la dernière chanson de l’album, mais cet honneur revint à Her Majesty. Une autre version de la chanson, avec des solos de guitare additionnels, existe sur l’album Anthology 3 sorti en 1996.

## Analyse des paroles
Prévu pour être le dernier morceau du dernier album officiel de la carrière des Beatles, et écrit par Paul McCartney, The End trace un étonnant parallèle avec Love Me Do, le premier titre du groupe enregistré en septembre 1962. C’est le même musicien encore adolescent, auteur de paroles anodines Love, love me do, you know I love you... (« aime-moi donc, tu sais que je t’aime »), qui écrit, quelques années plus tard, autour du même mot « amour », ce message de sagesse pour conclure la carrière du groupe qui a révolutionné la musique populaire : And in the end, the love you take is equal to the love you make (« et à la fin, l’amour que tu prends est égal à l’amour que tu fais »). Il explique : « Je voulais finir le medley avec un couplet significatif, alors j’ai suivi William Shakespeare et j’ai écrit cette phrase ».
Dans l’interview de 1980 donnée au magazine Playboy, John Lennon salue le talent d’auteur de McCartney en disant : « C’est encore Paul... Avec cette phrase, « et à la fin, l’amour que tu prends est égal à l’amour que tu fais », c’est une ligne très cosmique. Cela prouve que quand Paul le veut, il est capable de penser ! »

## Structure musicale
The End démarre dans la foulée de Carry That Weight par la phrase Oh yeah, all right, are you gonna be in my dreams tonight ? avant les solos de chaque membre du groupe, précédant les notes répétées de piano et la deuxième et dernière phrase de la chanson.
The End présente la particularité de comporter le seul solo de batterie de Ringo Starr jamais joué avec les Beatles. N’étant pas amateur de ce genre de « démonstration », Ringo dut être convaincu par ses camarades. Il est suivi d’une « tournante » de solos de guitare joués tour à tour trois fois, dans l’ordre par McCartney, Harrison et Lennon, sur deux mesures chacun et chacun dans son style, ce qui, pour Paul, reflétait leurs personnalités respectives. Ces solos furent enregistrés en direct, les trois Beatles côte à côte dans le studio avec leurs guitares, très affutés et pleins d'énergie, un moment que Geoff Emerick juge comme l'un des meilleurs de ces ultimes sessions de l'été 1969. Le medley s’achève par la fameuse phrase chantée en harmonie And in the end, the love you take is equal to the love you make (« et à la fin, l'amour que tu prends est égal à l'amour que tu fais »).

## Reprises
On retrouve le solo de batterie au début du remix de Get Back sur l’album Love en 2006 et la version issue du disque Anthology 3 est incluse sur l'album compilation Tomorrow Never Knows paru exclusivement en téléchargement sur itunes en 2012.
En 2008, DJ Zebra a créé un mashup intitulé Oh Yelle alright en remixant The End avec Je veux te voir de Yelle et des éléments de Fat Boy Slim, David Guetta et Daft Punk.
En outre, l'Orchestre symphonique de Londres l'a interprétée sur la bande originale du film All This and World War II (1976).

## Personnel
Interprètes
- John Lennon – guitare solo, chœurs
- Paul McCartney – guitare basse, guitare solo, piano, chant, chœurs
- George Harrison – guitare rythmique, guitare solo, chœurs
- Ringo Starr – batterie, chœurs
- Orchestre – instruments à cordes, cuivres

Équipe de production
- George Martin – production, orchestration, chef d'orchestre
- Geoff Emerick – ingénieur du son
- John Kurlander – ingénieur du son
- Phil MacDonald – ingénieur du son